# Valsalobre
Valsalobre ist ein Ort und eine zentralspanische Gemeinde (municipio) mit 20 Einwohnern (Stand: 2024) im Norden der Provinz Cuenca in der Autonomen Region Kastilien-La Mancha. 

## Lage und Klima
Valsalobre liegt auf der Westseite des Iberischen Gebirges in einer Höhe von ca. 1225 m. Die Provinzhauptstadt Cuenca befindet sich gut 63 Kilometer (Fahrtstrecke) südlich. Das Klima im Winter ist gemäßigt, im Sommer dagegen warm bis heiß. Regen (693 mm/Jahr) fällt das ganze Jahr über.

## Bevölkerungsentwicklung
| Jahr      | 1970 | 1981 | 1991 | 2001 | 2011 | 2021 |
| Einwohner | 215  | 65   | 77   | 63   | 46   | 21   |

## Sehenswürdigkeiten
- Jakobuskirche